# Novembre 1890

## Événements
- 4 novembre : le sultan de Zanzibar accepte le protectorat britannique en contrepartie d’une rente annuelle de 11 000 livres.

- 12 novembre : toast d’Alger du cardinal Lavigerie. Ralliement des catholiques à la République.

- 15 novembre :
  - La Constitution est soumise à l’Assemblée au Brésil.
  - Fondation de l’École biblique de Jérusalem par le père Marie-Joseph Lagrange.

- 20 novembre : le Professeur Édouard Branly découvre le principe de la radioconduction et le radioconducteur à limaille.

- 23 novembre :
  - Après la mort sans descendance de Guillaume III, roi des Pays-Bas et souverain du grand-duché de Luxembourg, le Luxembourg devient indépendant des Pays-Bas. Le duc Adophe de Nassau, issu de la branche aînée de la famille royale, les Weilbourg, devient grand-duc de Luxembourg sous le nom d'Adolphe Ier de Luxembourg (1817-1905). Le pays avait acquis sa neutralité en 1867 grâce à la signature du traité de Londres.
  - Début du règne de Wilhelmine, reine des Pays-Bas (fin en 1948) sous la régence de sa mère Emma de Waldeck-Pyrmont jusqu'en 1898.

## Naissances
- 6 novembre : Alfonso Castaldo, cardinal italien, archevêque de Naples († 3 mars 1966).
- 21 novembre : Jeanne Mammen, peintre et dessinatrice allemande († 22 avril 1976).
- 22 novembre :
  - Charles de Gaulle, militaire, résistant, homme d'État et écrivain français († 9 novembre 1970).
  - Jean-Jacques Gailliard, peintre belge († 17 avril 1976).
- 23 novembre : Lazar Lissitzky, peintre, designer, photographe, typographe et architecte russe († 30 décembre 1941).
- 24 novembre : Helen Gaige, zoologiste américaine († 24 octobre 1976).
- 29 novembre : Maurice Genevoix, écrivain († 8 septembre 1980).

## Décès
- 4 novembre : Jacob van Zuylen van Nijevelt, homme politique néerlandais (° 1816).
- 8 novembre : César Auguste Franck, compositeur belge (° 10 décembre 1822).
- 23 novembre : Guillaume III, roi des Pays-Bas et souverain du grand-duché de Luxembourg.